# موش بی‌دندان
موش بی‌دندان (نام علمی: Paucidentomys vermidax) نام یک گونه از تیره موشان است.